# Temporada da IndyCar Series de 2014
A temporada da Verizon IndyCar Series de 2014 foi a décima-nona temporada da categoria. O chassi Dallara DW12
 foi utilizado com os mesmos kits aerodinâmicos desde 2012 e a Firestone continuou fornecendo os pneus.
O australiano Will Power, da equipe Penske, foi o campeão, derrotando o brasileiro Hélio Castroneves por 62 pontos, conseguindo o seu primeiro título na carreira. Foi o primeiro título da equipe de Roger Penske desde 2006, quando Sam Hornish, Jr. foi o campeão.

## Calendário
O calendário oficial foi divulgado no dia 17 de outubro de 2013. Consistirá em 15 corridas, acontecendo em 18 etapas. Assim como em 2013, três destas etapas serão em duas corridas (Detroit, Toronto e Houston).
A chamada "Tríplice Coroa" aconteceu pela segunda vez nesta temporada, com as corridas de Indianápolis, Pocono e Fontana. Um bônus de US$ 1.000.000 foi oferecido ao piloto que vencesse as três corridas, e um prêmio de consolação de US$ 250.000 se um piloto ganhasse pelo menos duas destas corridas.
| Prova | Nome da corrida                           | Circuito                            | Local                    | Data         |
| ----- | ----------------------------------------- | ----------------------------------- | ------------------------ | ------------ |
| 1     | Honda Grand Prix of St. Petersburg        | Ruas de São Petersburgo             | São Petersburgo, Flórida | 30 de março  |
| 2     | Toyota Grand Prix of Long Beach           | Ruas de Long Beach                  | Long Beach, Califórnia   | 13 de abril  |
| 3     | Honda Indy Grand Prix of Alabama          | Barber Motorsports Park             | Birmingham, Alabama      | 27 de abril  |
| 4     | Grande Prêmio de Indianápolis             | Indianapolis Motor Speedway (Misto) | Speedway, Indiana        | 10 de maio   |
| 5     | 98th Indianapolis 500                     | Indianapolis Motor Speedway (Oval)  | Speedway, Indiana        | 25 de maio   |
| 6     | Chevrolet Detroit Belle Isle Grand Prix 1 | Belle Isle Park                     | Detroit, Michigan        | 31 de maio   |
| 7     | Chevrolet Detroit Belle Isle Grand Prix 2 | Belle Isle Park                     | Detroit, Michigan        | 1º de junho  |
| 8     | Firestone 600K                            | Texas Motor Speedway                | Fort Worth, Texas        | 7 de junho   |
| 9     | Grande Prêmio de Houston 1                | Reliant Park                        | Houston, Texas           | 28 de junho  |
| 10    | Grande Prêmio de Houston 2                | Reliant Park                        | Houston, Texas           | 29 de junho  |
| 11    | Pocono IndyCar 500                        | Pocono Raceway                      | Long Pond, Pensilvânia   | 6 de julho   |
| 12    | Iowa Corn Indy 250                        | Iowa Speedway                       | Newton, Iowa             | 12 de julho  |
| 13    | Honda Indy Toronto 1                      | Ruas de Toronto                     | Toronto, Ontário         | 19 de julho  |
| 14    | Honda Indy Toronto 2                      | Ruas de Toronto                     | Toronto, Ontário         | 20 de julho  |
| 15    | Honda Indy 200 at Mid-Ohio                | Mid-Ohio Sports Car Course          | Lexington, Ohio          | 3 de agosto  |
| 16    | Milwaukee IndyFest                        | Milwaukee Mile                      | West Allis, Wisconsin    | 17 de agosto |
| 17    | Indy Grand Prix of Sonoma                 | Infineon Raceway                    | Sonoma, Califórnia       | 24 de agosto |
| 18    | California Indy 500                       | Auto Club Speedway                  | Fontana, Califórnia      | 30 de agosto |

- Circuitos ovais
- Circuitos de rua temporários
- Circuitos mistos permanentes

Notas
- A etapa de Pocono passou a ser de 500 milhas, em vez de 400 milhas;
- Depois de sete anos, o GP do Texas passará a ter 600 quilômetros em vez de 550;
- Sete anos após deixar a Fórmula 1, o traçado misto do Indianapolis Motor Speedway voltará a ser utilizado por uma categoria top de monopostos - sediará o GP de Indianápolis 15 dias antes das 500 Milhas, como parte dos eventos da famosa prova.[3]
- Os circuitos de Iowa e Milwaukee voltam a sediar corridas da Indy, enquanto que São Paulo, onde era realizada a São Paulo Indy 300, foi retirada do calendário de provas, fato que inclusive gerou uma ação judicial contra a Rede Bandeirantes por quebra de contrato.[4]
- ↑1  Prova remarcada para 20 de julho.